# Syromastes rhombeus
Syromastes rhombeus är en insektsart som först beskrevs av Carl von Linné den yngre 1767.  Syromastes rhombeus ingår i släktet Syromastes, och familjen bredkantskinnbaggar. Arten är reproducerande i Sverige.